# سيرجيو سوتو
سيرجيو سوتو (بالإسبانية: Sergio Soto)‏ هو لاعب كرة قدم مكسيكي، ولد في 8 سبتمبر 1991.

## وصلات خارجية
- سيرجيو سوتو على موقع قاعدة بيانات كرة القدم.إي يو (الإنجليزية)